# Follie preferenziali
Follie preferenziali è un singolo del rapper italiano Caparezza, pubblicato il 12 marzo 2003 come primo estratto dal secondo album in studio Verità supposte.

## Descrizione
Il brano, il cui tema principale è il ripudio della guerra, fonda la sua satira pungente e acuta su giochi di parole e sulla diversa accezione che possono avere questi vocaboli, da una parte l'uso militare e dall'altra l'uso quotidiano. L'argomento trattato è molto simile a quello del brano Il conflitto (presente in ?!). La similitudine tra i due brani si estende inoltre al modo di plasmare le parole e di giocare con esse.

## Tracce
1. Follie preferenziali (Radio Edit) – 4:04
2. Follie preferenziali (Strumentale) – 4:05

## Formazione
Musicisti
- Caparezza – voce, Triton, MPC
- Giovanni Astorino – basso
- Alfredo Ferrero – chitarra
- Rino Corrieri – batteria acustica

Produzione
- Carlo U. Rossi – produzione, arrangiamento, missaggio
- Antonio Baglio – mastering